# Новопетропавловка
Новопетропа́вловка (рос. Новопетропавловка) — село у складі Гайського міського округу Оренбурзької області, Росія.

## Населення
Населення — 494 особи (2010; 564 у 2002).
Національний склад (станом на 2002 рік):
- росіяни — 54 %